# Lil Mosey
Lil Mosey, polgári nevén Lathan Moses Stanley Echols (Mountlake Terrace, 2002. január 25. –) amerikai rapper, énekes és dalszerző. 2017 végén lett híres a Pull Up című kislemez kiadásával, ekkor 15-16 éves volt. Debütáló stúdiumalbuma, a Northsbest 2018-ban jelent meg, ez tartalmazta a Noticed című számát is, amellyel berobbant a köztudatba, illetve a Billboard Hot 100 listájára is felkerült. Művészneve második keresztnevének (Moses) becézése: Lil Mosey.

## Életének korai szakasza
Édesanyja európai, édesapja félig fekete, félig Puerto Rico-i. Lil Mosey Seattle-ben nőtt fel. Amíg fel nem fedezték, addig átlagos életet élt: iskolába járt, sportolt, hobbiból zenéket írt. A zenélést nem is vette komolyan az elején, semmi célja nem volt ezzel, de a zenéire rátalált egy Royce David nevű ember, aki felvette Lathan-nel a kapcsolatot és zenei producerévé vált. 2018-ban kiposztolták a Pull Up és a Boof Pack című számát. Az áttörő sikert egyértelműen a Noticed száma hozta meg neki, ami egy dallamos, nyári hipp hopp nóta. Ezeket a sikereket követve otthagyta a sulit és Los Angeles-be költözött, hogy teljes mértékben a zenére koncentrálhasson. Sikerült leszerződni az Intercope Records-hoz.

## A legsikeresebbnek tartott tinédzser rapper
Együtt koncertezett Juice Wrld-del, Lil Tjay-jel és Lil Xan-nel. Olyanokkal dolgozott együtt, mint Lil Baby, J Cole, Trippie Redd. 2019-ben bekerült a XXL Fressman Class-ba, ahol csúnyán leégette magát.Nagy Hollywood-i sztárok baráti körébe csöppent, a szakma nagyja elismeri őt. Azért nevezik a legsikeresebb tini rappernek, mert habár az elmúlt években megszokottá vált, hogy tinédzser fiúk felkapottak lesznek az interneten, de az nem vált megszokottá, hogy tizenévesen már egy ennyire stabil pozícióban vannak a rap game-en belül, illetve már rutinosan gyártanak slágereket.

## Albumok
- 2018 	Northsbest
- 2019 	Certified Hitmaker